# Eselsweg (Deidesheim)
Der Eselsweg durch die Waldgemarkung der Landstadt Deidesheim (heute Rheinland-Pfalz) war von 1715 bis 1794 ein kleiner regionaler Handelsweg von 6 km Länge in der Haardt, dem östlichen Randgebirge des Pfälzerwalds. Ein Wanderweg auf der alten Route trägt heute denselben Namen und ist mit einem stilisierten Esel markiert.

## Geographie

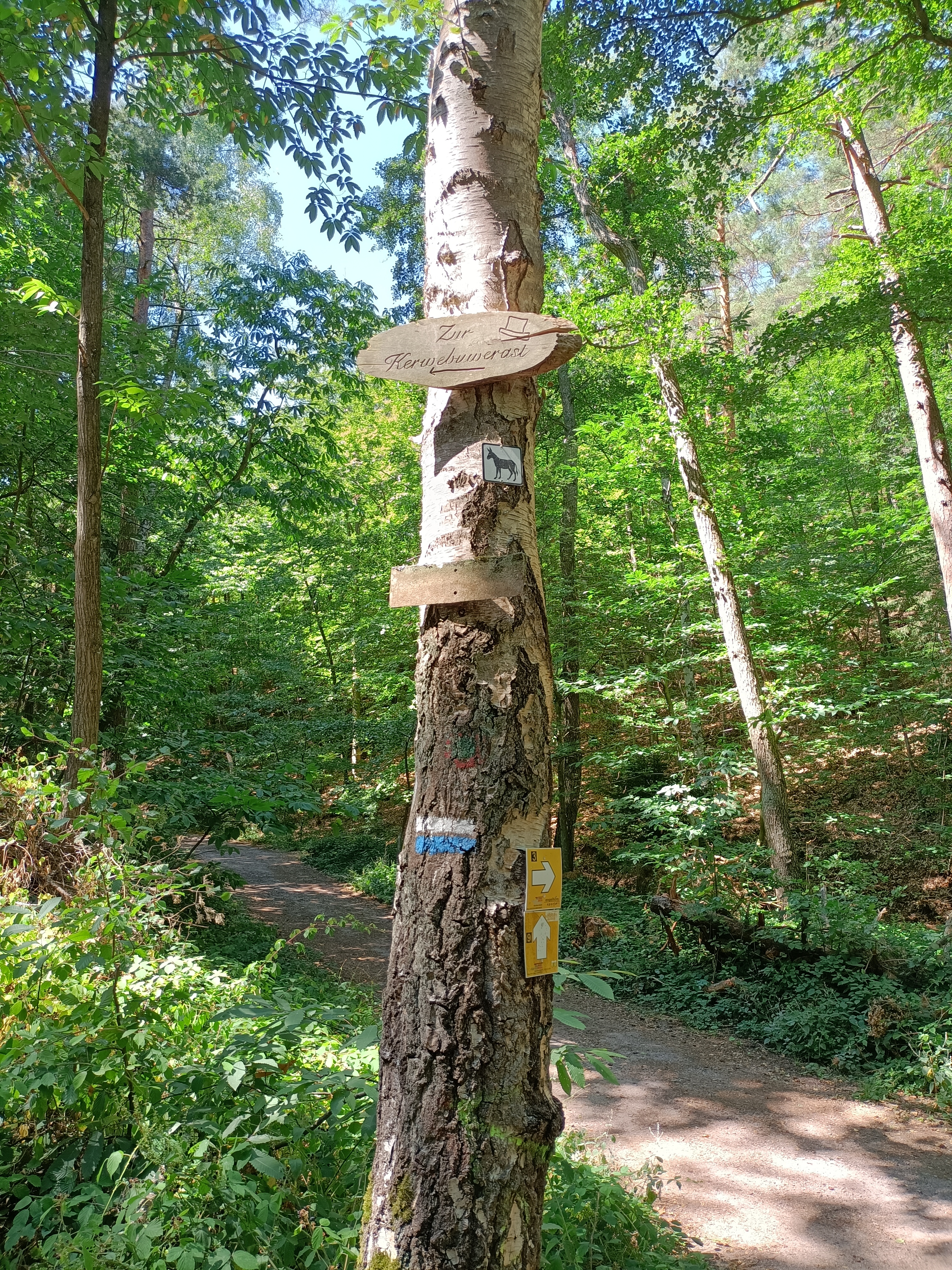
Wegweiser mit Eselslogo

Der Eselsweg führte vom „historischen“ Benjental – das größer war als das heutige, weil es zusätzlich das obere Gimmeldinger Tal umfasste (→ Abschnitt Geschichte) – durch den Wald nach Deidesheim.
Die Strecke verläuft vom heutigen Forsthaus Benjental, das auf 227 m Höhe am Mittellauf des Mußbachs liegt, am Südwest- und Westhang des Stabenbergs aufwärts, passiert dabei den Hohlen Fels und steigt nördlich des Stabenberggipfels hinauf zur Knoppenweth. Diese alte Waldweide breitet sich auf einem Bergsattel aus, der Teil der regionalen Wasserscheide zwischen dem Mußbach im Südwesten und dem Weinbach im Nordosten ist. Der Ostbereich der Knoppenweth wird in 449,4 m Höhe überquert, dem höchsten Punkt der Route. Von dort führt der Weg abwärts durch das Kupferbrunner Tal sowie das Mühltal, in dem der Weinbach fließt, und erreicht auf einer Höhe von 177 m am Talausgang den Haardtrand, vor dem sich das Siedlungsgebiet von Deidesheim ausbreitet.

Wegverlauf
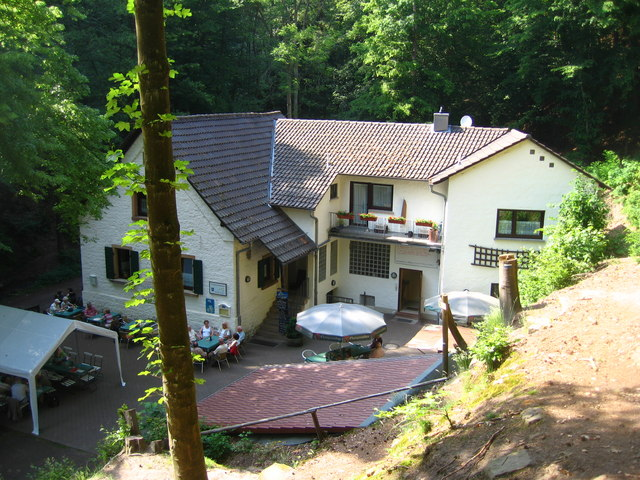
Beginn beim Forsthaus Benjental
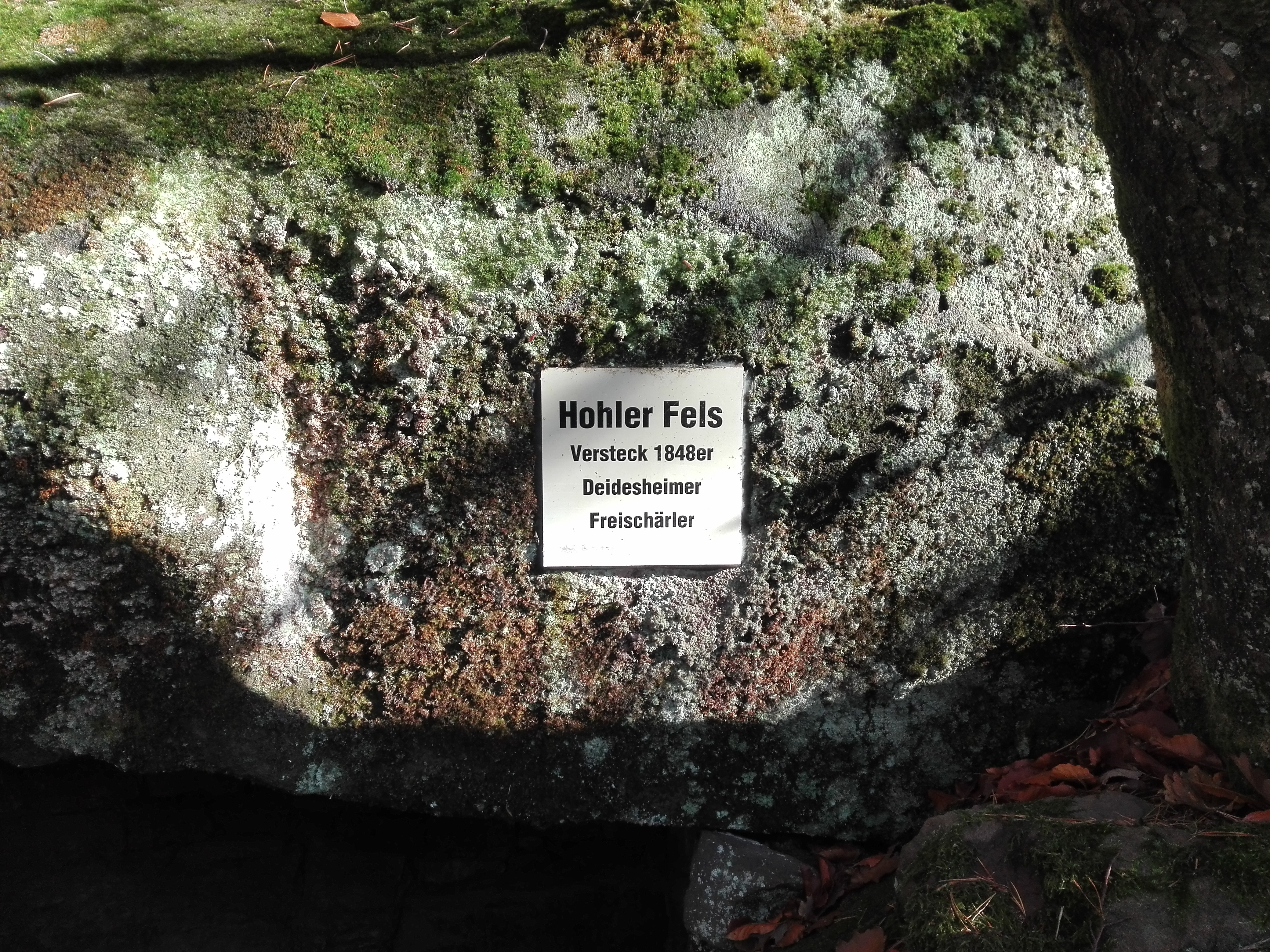
Anstieg: Hohler Fels
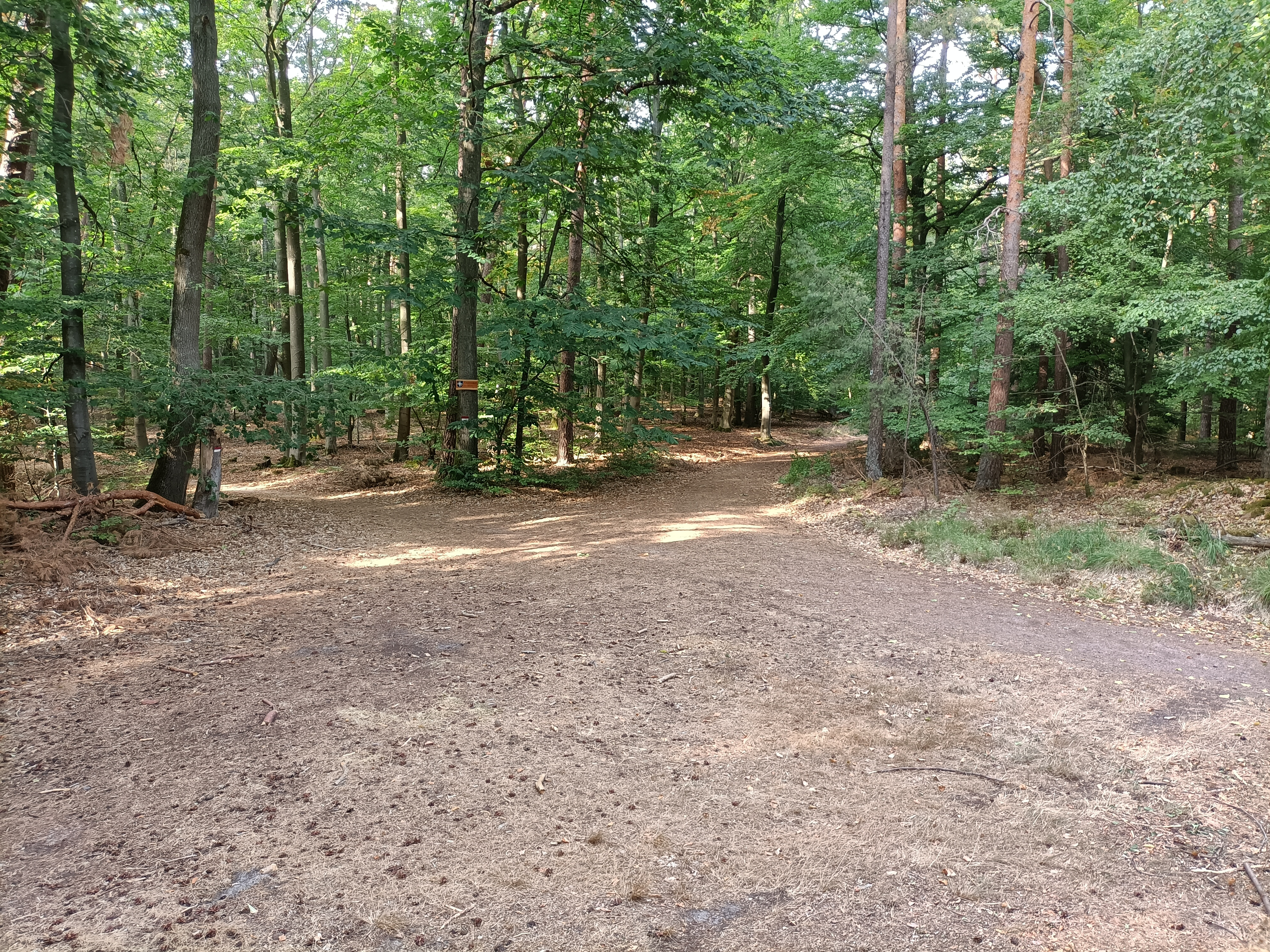
Höchster Punkt: Knoppenweth
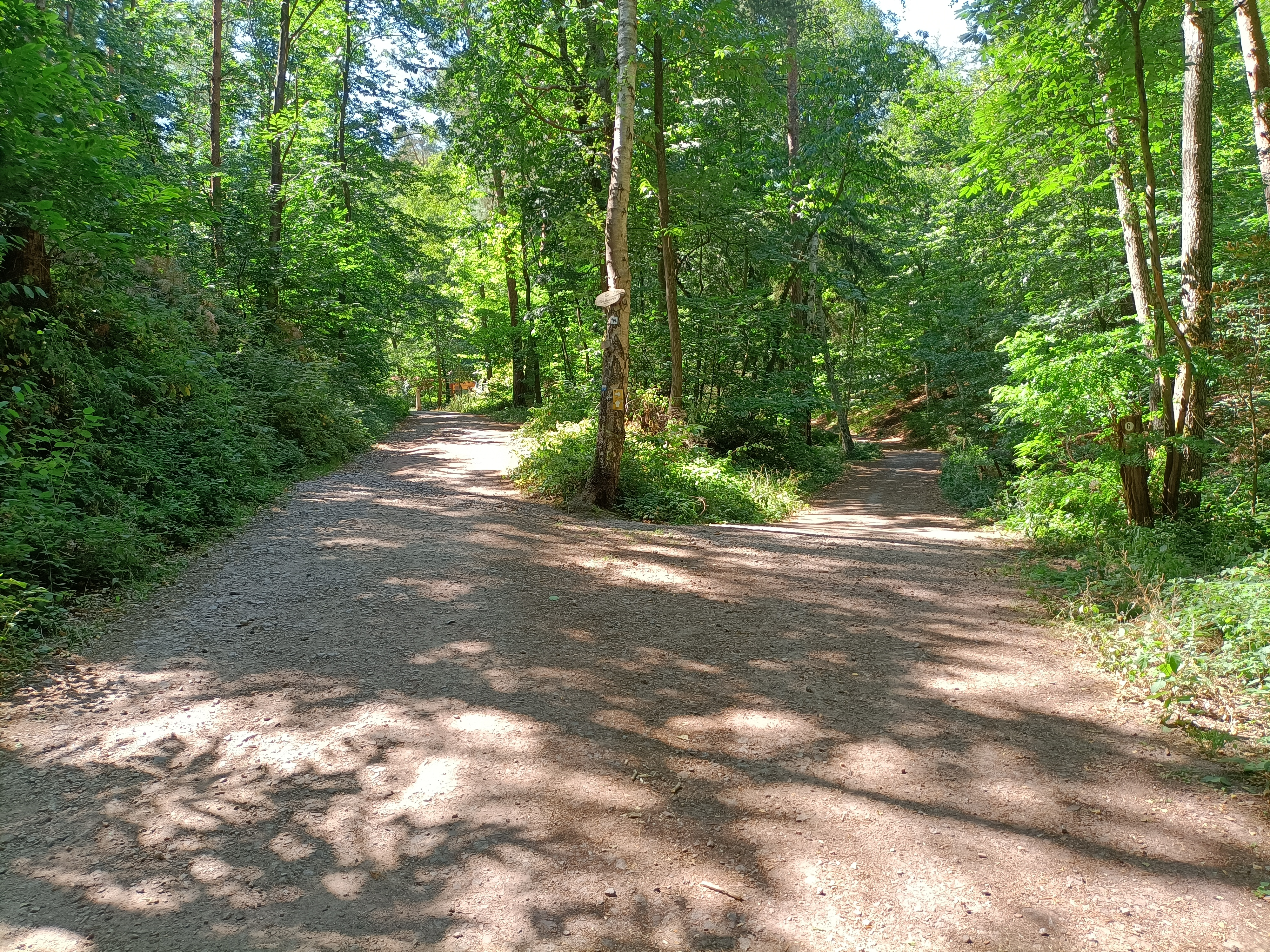
Abstieg (links) aus dem Kupferbrunner ins Mühltal
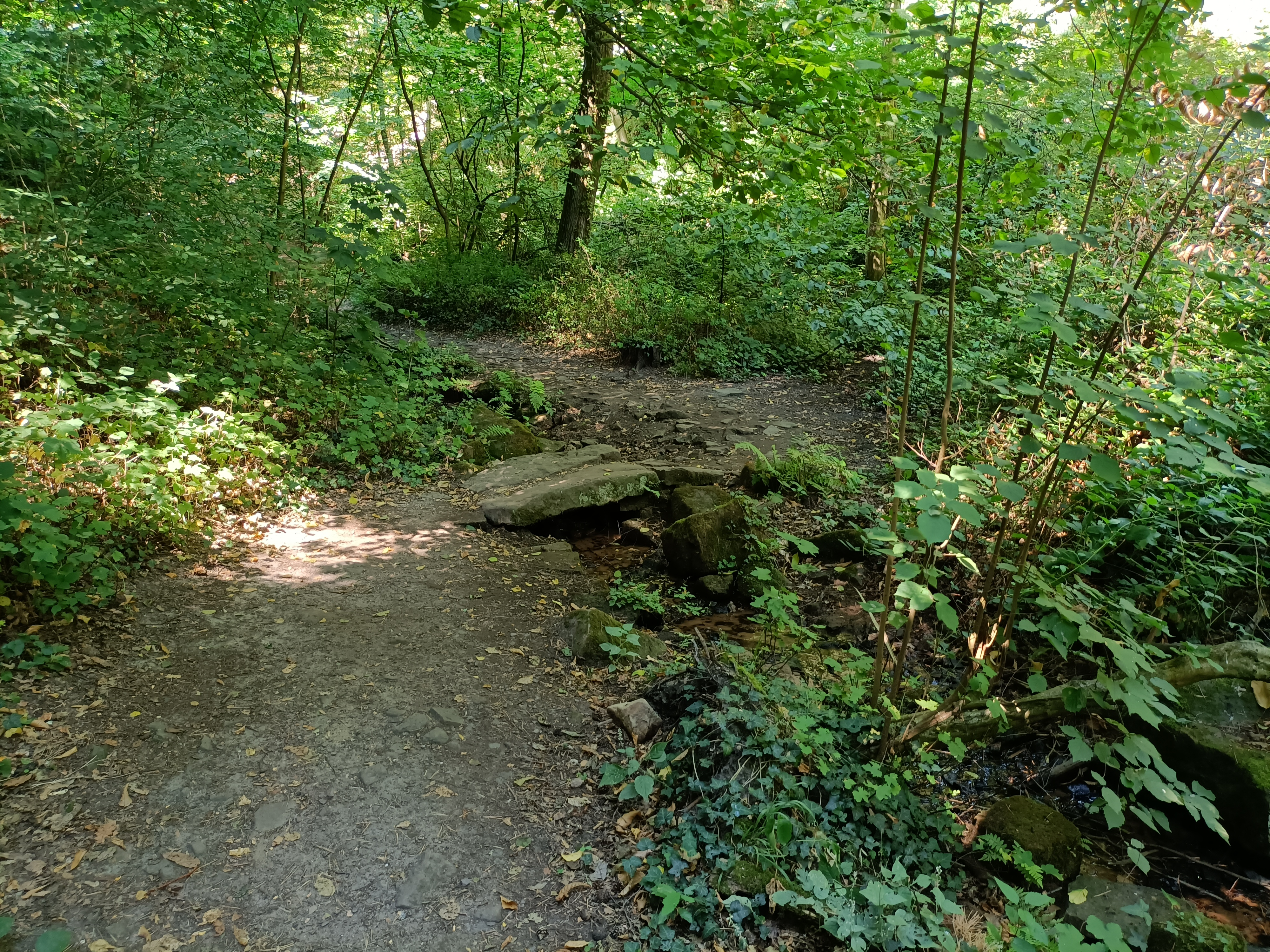
Abstieg: Weinbachbrücke im Mühltal

## Geschichte

### Das „bännige Tal“
Früher hatte die Benennung der Abschnitte des Mußbach-Mittellaufs hoheitliche Hintergründe: Der obere Teil des heutigen Gimmeldinger Tals, der etwa 1 km bis hinab zur Grenze zwischen dem Hochstift Speyer im Nordwesten (Deidesheimer Gemarkung) und der Kurpfalz im Südosten (Gimmeldinger Gemarkung) reichte, trug zusammen mit dem heutigen Benjental dessen historischen Namen. An diese Gegebenheit erinnert noch der Name des Forsthauses Benjental, das ein gutes Stück unterhalb des aktuellen Benjental-Ausgangs steht.
Das zu Deidesheim gehörende Gebiet war für die Bewohner aus der Kurpfalz hinsichtlich Nutzung „gebannt“, also gesperrt. Daraus ergab sich der Name des „bännigen Tals“, der sich auch in alten Schriften als „Bengental“ oder „Bingental“ findet. Nur die 1,5 km des Tals unterhalb der Looganlage waren zu dieser Zeit „Gimmeldinger Tal“. An dessen damals oberem Ende errichteten 1715 die wittelsbachischen Kurfürsten quer durch das Tal des Mußbach-Mittellaufs eine Zollgrenze zum Hochstift Speyer. Die immer noch vorhandene Grenze trennt heute den Landkreis Bad Dürkheim mit der Stadt Deidesheim von der Stadt Neustadt mit dem Ortsteil Gimmeldingen.

### Die „Eselsmühlen“

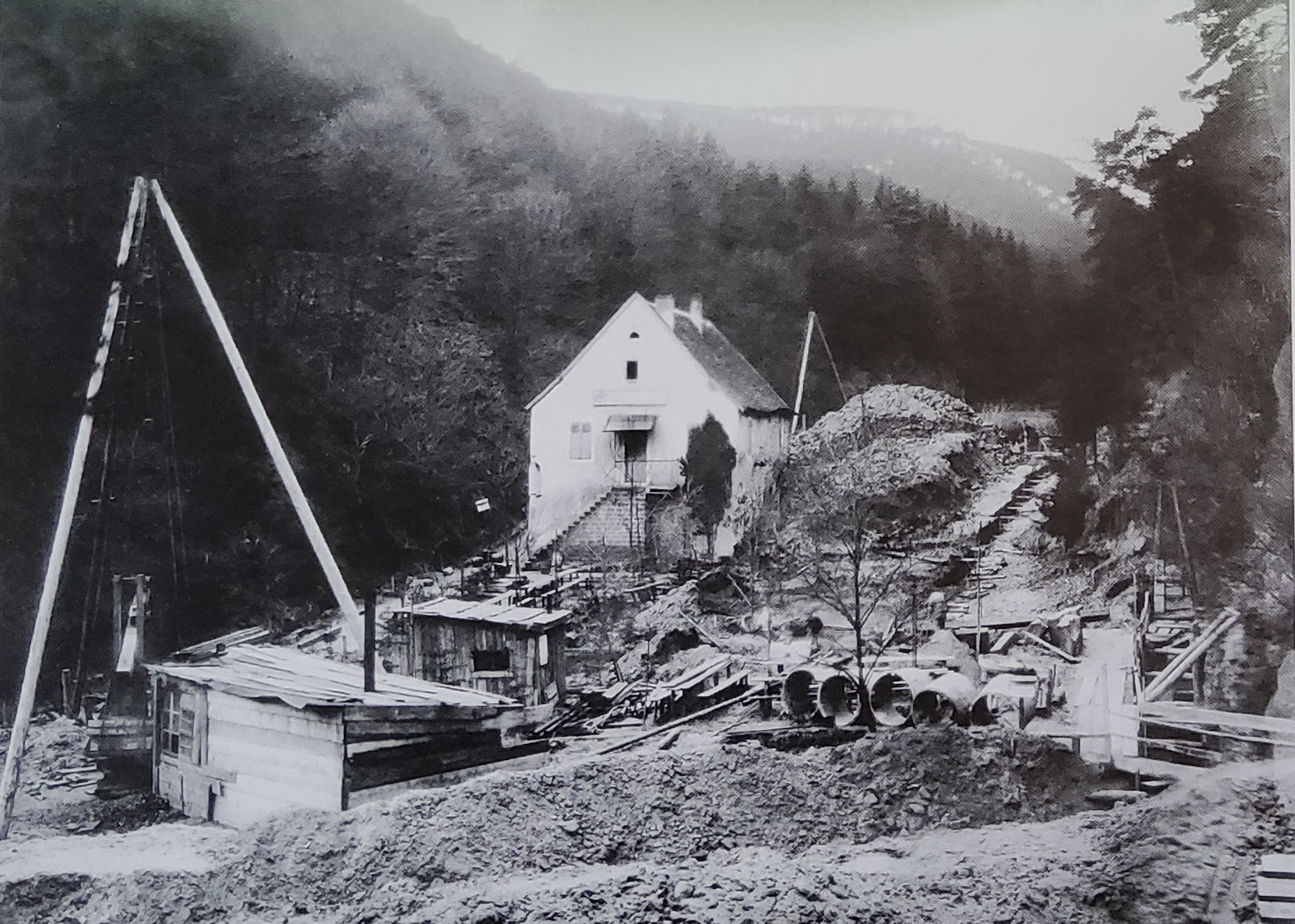
Obere Mühle, ab 1907 Pfälzer Waldhaus

Im „historischen“ Benjental auf Deidesheimer Gemarkung trieb das Wasser des Mußbachs die Räder von vier Mühlen an. Dies waren die Obere Mühle, die Untere Mühle, die Platzsche Mühle und eine weitere Getreidemühle, die später zur Wappenschmiede und dann zum Forsthaus Benjental umgebaut wurde. Der Volksmund nannte sie „Eselsmühlen“, weil die Müller das produzierte Mehl auf Eseln abtransportierten, die bei den Mühlen gehalten wurden. Grund für den Verzicht auf Fuhrwerke seit 1715 war die vorerwähnte Zollgrenze, deren Nichtüberquerung Abgaben ersparte. Der Ersatzweg, der mit Ausnahme einer Strecke von 300 m auf Deidesheimer Grund verlief, führte allerdings nicht am Mußbach mit seinem moderaten Gefälle abwärts, sondern um den zu Königsbach gehörenden Stabenberg herum durchs Gebirge. Dort wies der schmale Weg auf der ersten Hälfte am steilen Hang empor eine Steigung von 227 auf fast 450 m auf, die nicht mit Wagen, sondern nur mit Tragtieren zu bewältigen war.
Die zusätzlichen Strecken, die von den einzelnen Mühlen zum Anfang des Eselswegs beim späteren Forsthaus Benjental zurückzulegen waren, betrugen 700 m am Mußbach abwärts für die Obere Mühle, für die Mühlen weiter unten am Bach entsprechend weniger. Als 1794 nach der Eroberung der linksrheinischen deutschen Gebiete im Ersten Koalitionskrieg die französische Besatzungsmacht die Zollpflicht aufhob, stellten die Deidesheimer den Mehltransport mittels Eseln über die Waldpfade ein.
Heute ist der Wanderweg auf der historischen Route zwischen dem Forsthaus Benjental und dem Ausgang des Mühltals vor Deidesheim als Eselsweg mit einem stilisierten Esel beschildert.

### Der Eselspfad
Nicht mit dem Eselsweg verwechselt werden darf der Eselspfad ganz in der Nähe. Der rechts über dem Mußbach von der Gimmeldinger Hainstraße abzweigende  und zum Gipfel des Weinbiets führende einstige Hauptzugangsweg trägt seinen Namen ebenfalls nach den Transporttieren früherer Zeiten. Nach Verbreiterung in den 1960er Jahren können dort auch versorgende Kraftfahrzeuge verkehren; für den allgemeinen Fahrzeugverkehr ist er nicht freigegeben.